# شورای رم
شورای رم (انگلیسی: Council of Rome) مجمع یا سینود که در سال ۳۸۲ پس از میلاد در رم به رهبری پاپ دامازوس ا، اسقف یا پاپ وقت رم برگزار شد. تنها بیانیه صلحی باقیمانده ممکن است فرمان گلاسیان باشد که حاوی یک قانون کتاب مقدس و حکم کتاب مقدس است که توسط شورای روم به رهبری پاپ داماسوس در سال ۳۸۲ صادر شد و با فهرست ارائه شده در شورای ترنت یکسان است.